# Mathilde von Rothschild
Hannah Mathilde von Rothschild (Frankfurt del Main, 5 de març de 1832 - ibídem, 8 de març de 1924) fou una compositora, mecenes de la fe jueva i baronessa alemanya.

## Biografia
Mathilde von Rothschild va ser la segona filla de Charlotte i Anselm Salomon von Rothschild, un membre de la família Rothschild de Viena. Mathilde tenia talent musical i va estudiar amb Frédéric Chopin. En 1849 es va casar amb el banquer Wilhelm Carl von Rothschild, cosí del seu pare. La parella primer va residir a la casa Rothschild en Zeil (al Zeilpalast), però després es va traslladar a un palau en Grüneburg, i també va viure en una vila en Königstein im Taunus. Van tenir tres filles, dues de les quals van sobreviure a la infància: Adelheid Rothschild (que es va casar amb el seu cosí Edmond James de Rothschild) i Minna Caroline Rothschild (que va contreure matrimoni amb Maximilian von Goldschmidt-Rothschild).
Va atorgar subvencions a diverses fundacions, inclosa la Fundació de l'Hospital de Rothschild i la Fundació de l'Hospital de Georgine Sara von Rothschild. També va finançar orfenats, sanatoris, residències d'ancians, projectes de recerca per a la Universitat de Heidelberg i el Museu Jueu d'Antiguitats. A més, va fundar la Biblioteca Pública Carl von Rothschild a la seva ciutat natal.
Va morir el 8 de març de 1924 a Frankfurt del Main.

## Obres
Va escriure cançons per a cantants com ara Selma Kurz i Adelina Patti. El 1878 va publicar un volum de trenta melodies al qual s'inclouen dos poemes de Victor Hugo: «Vieille chanson du jeune temps» i «Si vous n'avez rien à me dire» (cf. Biblioteca Nacional de França). A la fi de la dècada del 1880 va publicar un volum de dotze cançons titulat Zwölf Lieder für Singstimme mit Pianoforte Begleitung (Dotze cançons per a veu amb acompanyament de piano) que incloïa el treball de diversos poetes amb música, inclòs el poeta i dramaturg Franz von Dingelstedt, el poeta èpic Friedrich von Bodenstedt, l'escriptor de Frankfurt Wilhelm Jordan, l'escriptor rus Aleksei Nikolàievitx Tolstói i l'escriptor i llibretista francès Paul Collin. Va acumular una col·lecció d'art que incloïa vells mestres i també l'obra d'artistes populars com Gerard Dou, Jan Steen i Gabriel Metsu.